# Blake Desjarlais
Blake Desjarlais, né le 29 décembre 1993 à Edmonton, est une personnalité politique canadienne.
Élu député à la Chambre des communes du Canada lors des élections fédérales canadiennes de 2021. Il représente la circonscription électorale d'Edmonton Griesbach sous la bannière du Nouveau Parti démocratique.
Desjarlais est la première personne ouvertement bispirituelle à être élue députée au Canada. D'origine crie et métisse, Desjarlais est actuellement le seul député autochtone de l'Alberta.

## Biographie
Desjarlais, qui est d'origine crie et métisse, est originaire de l'établissement métis de Fishing Lake, dans le nord de l'Alberta. La mère biologique de Desjarlais, Brenda, a été victime de la rafle des années 60 et a passé son enfance en famille d'accueil . Lorsque Brenda est tombée enceinte de Blake, elle a demandé l'aide de sa sœur Grace Desjarlais, qui a pris Blake et l'a élevé elle-même. Le père de Desjarlais était un menuisier qui est décédé quand Desjarlais avait douze ans.
Desjarlais fréquente l'école secondaire dans la « ville à prédominance blanche » d'Elk Point. Desjarlais fréquente l'Université MacEwan (en) et l'Université de Victoria, où il étudie les sciences politiques et les études autochtones. En tant qu'étudiant universitaire, Desjarlais s'implique dans la politique étudiante et est le gardien de la Native Student Union (NSU).

## Député

### Élection de 2021
Au cours de la campagne électorale de 2021, Desjarlais reçoit le soutien des députés albertains Janis Irwin (en), Chris Nielsen, l'ancienne première ministre Rachel Notley et l'ancien ministre de l'Éducation de l'Alberta David Eggen.
Le jour du scrutin, il bat le député sortant Kerry Diotte (en), un député conservateur qui a représenté la circonscription durant deux mandats, par 1 468 voix. La circonscription était auparavant considérée comme un bastion conservateur.
Après avoir été élu, Blake Desjarlais est choisi pour être le vice-président du caucus du Nouveau Parti démocratique pour le 44e Parlement canadien.